# Afon Cywyn
Afon Cywyn är ett vattendrag i Storbritannien.   Det ligger i kommunen Carmarthenshire och riksdelen Wales, i den södra delen av landet, 300 km väster om huvudstaden London.